# Фелда Юнайтед
Футбольний клуб «Фелда Юнайтед» або просто «Фелда Юнайтед» малай. Kelab Bola Sepak Felda United — малайзійський футбольний клуб, який виступав у Малайзійській Суперлізі до 2020 року.

## Досягнення
- Малайзійська Суперліга:
  -  Чемпіон (1): 2010
  -  Віце-чемпіон (1): 2014

- Кубок Футбольної асоціації Малайзії:
  -  Фіналіст (1): 2014

## Відомі тренери
- 2007–2009 :  Мохд Редуан Хаджи Абдуллах
- 2009 :  Ахмад Файруз Мохд Юнус (в. о.)
- 2009–2012 :  Е. Елаварасан
- 2013 :  Деван Аль Е. Куппусамі
- 2014–теперішній час :  Ірфан Бакті Абу Салім

## Відомі футболісти
- Зак Хайкал